# Oni (Gruzie)
Oni (gruzínsky ონი) je administrativním střediskem okresu Oni v Gruzii, kraj Rača-Lečchumi a Dolní Svanetie. Má asi 3000 obyvatel.

## Poloha
Oni leží ve střední části Gruzie, asi 150 km severozápadně od hlavního města Tbilisi a 25 km východně od krajského města Ambrolauri, při levém břehu Rioni nad ústím jejího levého přítoku Džedžora. Asi 30 km severovýchodně se vypíná hlavní kavkazský hřeben. Město je obklopeno horami, které se vypínají do nadmořské výšky přes 2000 m.

## Historie
Oblast dnešního města Oni bylo podle archeologických nálezů osídleno již v době bronzové. Z pozdějších epoch pak pochází nálezy mincí, které byly přiřazeny kolchidské kultuře ze 6. až 3. století před naším letopočtem. Rok založení města není přesně znám. První písemné zmínky pochází z 15. století. Následně bylo Oni hlavním městem vévodství Rača, vazalským státem Imeretského království. Když obojí roku 1810 připadlo k Ruskému impériu, získalo Oni roku 1846 ruská městská práva jako správní středisko Ujezdu Rača začleněného do Gubernie Kutais.
Za sovětské éry bylo několik okolních vesnic vybaveno místní samosprávou a Oni propůjčena správa rajónu.
V minulých desetiletích bylo Oni vícekrát postiženo zemětřesením a lavinami. Dne 29. dubna 1991 bylo v této části Kavkazu nejhorším zemětřesením (síly 7,0 Richterovy stupnice) silně poničeno.
Oni patřilo dlouhou dobu k nejvýznamnějším oblastem gruzínských Židů. V důsledku odchodu obyvatelstva od roku 1990 zde zůstalo jen několik málo rodin. Přesto je židovská obec v Oni třetí největší v Gruzii po Tbilisi a Kutaisi.

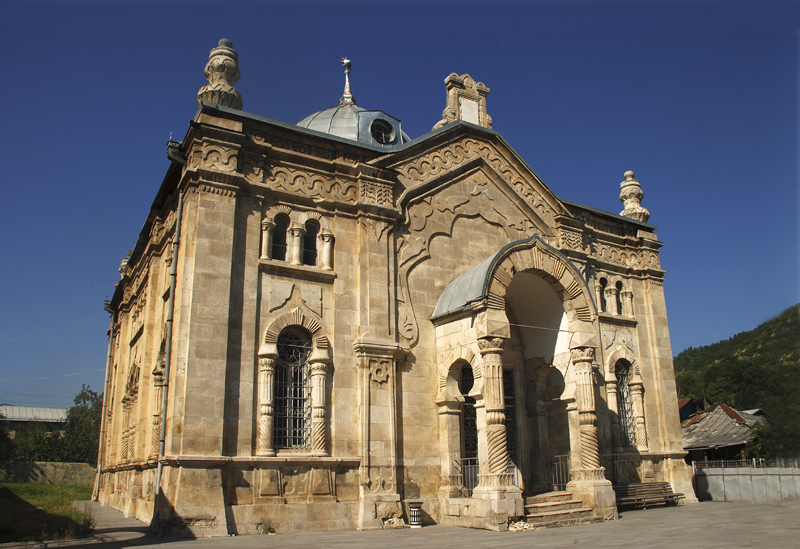
Synagoga v Oni
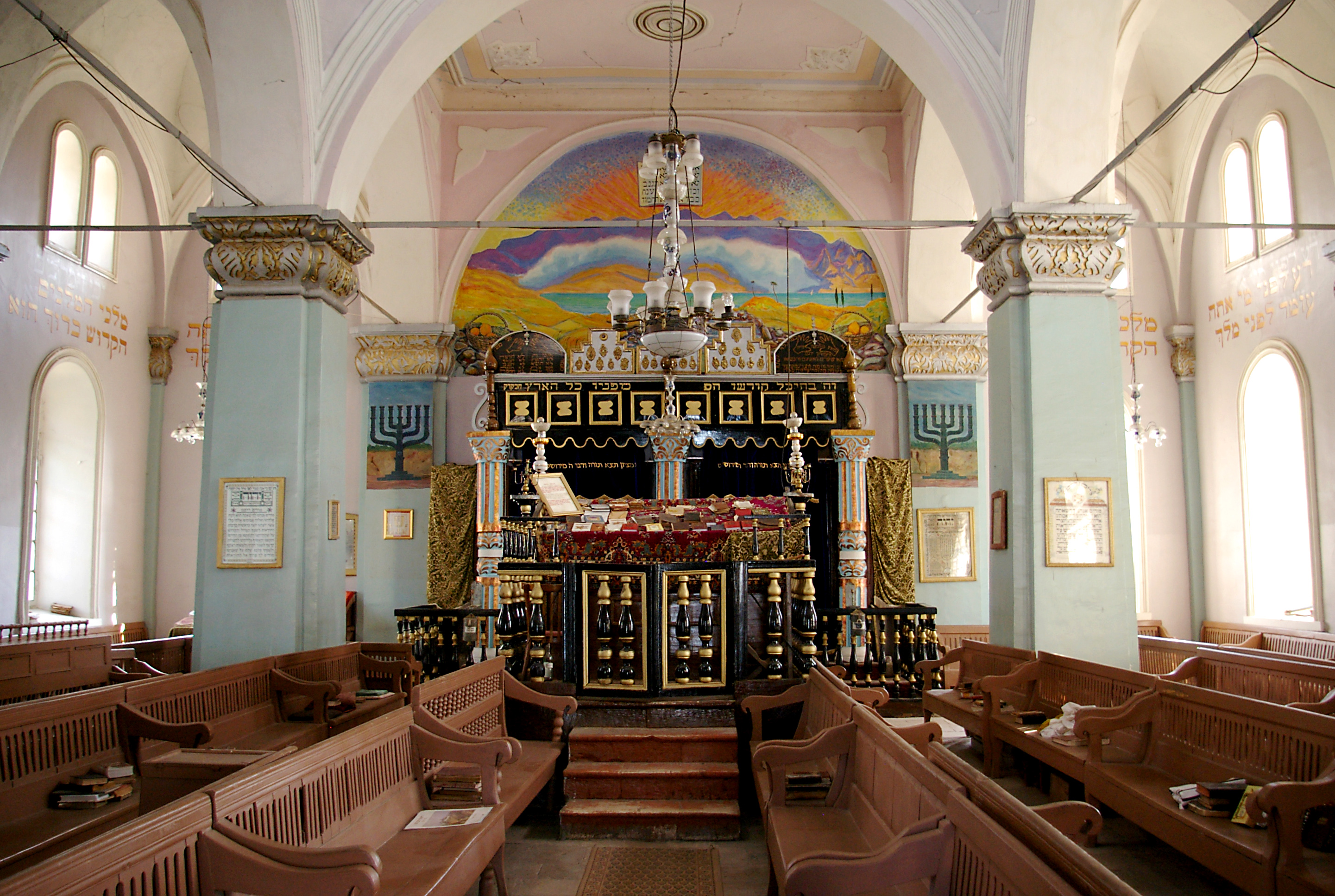
Interiér synagogy
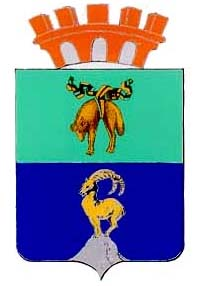
Znak Oni z doby Ruského impéria (19. stol.)

## Obyvatelstvo
Vývoj obyvatelstva
| Rok  | Počet obyvatel |
| ---- | -------------- |
| 1897 | 1255           |
| 1959 | 4385           |
| 1970 | 6149           |
| 1979 | 6174           |
| 1989 | 5481           |
| 2002 | 3340           |
| 2009 | 3000           |
| 2014 | 2656           |